# 金图尔
金图尔（Jintur），是印度马哈拉施特拉邦Parbhani县的一个城镇。总人口38109（2001年）。

## 人口
该地2001年总人口38109人，其中男性19965人，女性18144人；0—6岁人口6276人，其中男3305人，女2971人；识字率62.57%，其中男性为68.93%，女性为55.57%。